# Glacier Rise
Koordinaten: 67° 45′ S, 166° 56′ W
Der Glacier Rise (englisch sinngemäß für Gletschererhebung) ist je nach Darstellung ein Tiefseeberg oder Bank im antarktischen Rossmeer.
Seine international anerkannte Benennung erfolgte 1995.